# Estramustyna
Estramustyna (łac. estramustinum) – organiczny związek chemiczny stosowany jako lek niszczący komórki nowotworowe poprzez hamowanie ich podziału w metafazie. Wykazuje również działanie hormonalne oraz słabą aktywność estrogenną. Lek w około 70% wchłania się z przewodu pokarmowego.

## Wskazania
- zaawansowany rak prostaty

## Przeciwwskazania
- nadwrażliwość na lek
- ciężkie schorzenia układu sercowo-naczyniowego
- ciężka niewydolność wątroby
- zaburzenia zakrzepowo-zatorowe
- leukopenia
- czynna choroba wrzodowa
- cukrzyca

## Działania niepożądane
- bóle brzucha
- nudności
- wymioty
- biegunka
- wzrost ciśnienia tętniczego
- zmiany w obrazie krwi
- skórne reakcje alergiczne
- uszkodzenie wątroby
- niewydolność mięśnia sercowego
- choroba zatorowo-zakrzepowa
- bezpłodność

## Preparaty
- Estracyt – kapsułki i iniekcje

## Dawkowanie
Estramustyna powinna być stosowana pod ścisłym nadzorem onkologa klinicznego. Zwykle 2-3 kapsułki doustnie 2 razy dziennie.